# Пушкарівська сільська рада (Верхньодніпровський район)
| Пушкарівська сільська рада — орган місцевого самоврядування у Верхньодніпровському районі Дніпропетровської області з адміністративним центром у селі Пушкарівка. Сільській раді підпорядковані населені пункти: - с. Пушкарівка |

## Розташування
На півночі територія ради межує із Зарічанською, на заході — з Водянською, на півдні — з Першотравенською сільськими радами, на сході — омивається Кам'янським водосховищем та межує з територією Верхньодніпровської міськради.

## Склад ради
Головою сільської ради є Олександр Володимирович Редько (з 06.11.2015). Посаду секретаря ради обіймає Краснощок Леся Кирилівна (з 06.11.2015).

### 5 скликання
До сільської ради входило 28 депутатів.
За результатами виборів 26 березня 2006 року сформували:
- 6 депутатів від Народної партії;
- 5 депутатів від Партії регіонів;
- 4 депутати від Політичної партії «Всеукраїнське об'єднання „Громада“»;
- 3 депутати від Комуністичної партії;
- 1 депутат від Партії Пенсіонерів України;
- 9 позапартійних депутатів

З них жінок — 17, чоловіків — 11.

### 6 скликання
Кількісний склад ради зменшено до 20 депутатів.
За результатами виборів 31 жовтня 2010 року раду сформували виключно кандидати від Партії регіонів.
З них жінок — 12, чоловіків — 8.
Вищу освіту мають 6 депутатів, 14 — середню.

### 7 скликання
Кількісний склад ради зменшено до 14 депутатів.
За результатами виборів 25 жовтня 2015 року раду сформували:
- 11 депутатів-самовисуванців;
- 2 депутати від Політична партія «Воля»;
- 1 депутат від Блоку Петра Порошенка «Солідарність».

З них жінок — 8, чоловіків — 6.
Вищу освіту мають 5 депутатів, 1 — незакінчену вищу, 7 — середню спеціальну, 1 — професійно-технічну.

## Керівний склад сільської ради
| ПІБ                            | Основні відомості                                                         | Дата обрання | Дата звільнення |
| ------------------------------ | ------------------------------------------------------------------------- | ------------ | --------------- |
| Карасьов Анатолій Олексійович  | Сільський голова, 1958 року народження, освіта, безпартійний              | 26.03.2006   | 31.10.2010      |
| Карасьов Анатолій Олексійович  | Сільський голова, 1958 року народження, освіта вища, член Партії регіонів | 31.10.2010   |                 |
| Редько Олександр Володимирович | Сільський голова, 1971 року народження, освіта вища, безпартійний         | 25.10.2015   |                 |

Примітка: таблиця складена за даними джерела

## Виноски
1. ↑  Пушкарівська сільська рада на сайті Верхньодніпровського району. Архів оригіналу за 10 червня 2015. Процитовано 9 лютого 2011.
2. 1 2  Результати виборів до місцевих рад. Архів оригіналу за 10 червня 2015. Процитовано 11 лютого 2011.
3. ↑  rada.gov.ua